# Право на неучастие в правото на Европейския съюз
Правото на неучастие в правото на Европейския съюз е договорено изключение от правото на ЕС (валидно за всички 28 държави членки). Възможно е държавите членки да договарят право на неучастие в законодателството или определени договори на Европейския съюз. Това означава, че те няма да участват в някои политики на Общността. Понастоящем пет държави членки са договорили такива изключения: Дания (4 изключения), Ирландия (2 изключения), Полша (1 изключение), Швеция (1 изключение, но само де факто) и Великобритания (4 изключения). Чехия ще спечели своето първо изключение при ратификацията на следващия договор (като например договор за присъединяване).
Свързан проблем е идеята за „засиленото сътрудничество“ – мярка въведена в договора от Амстердам, при която минимум 9 държави членки могат да решат да си сътрудничат в рамките на структурите на Европейския съюз, без да включват други държави членки, въпреки че Европейската комисия и квалифицираното мнозинство трябва да одобрят това.

## Договорено право на неучастие към момента
От 2007 година две държави членки имат формално право на неучастие в достиженията на правото от Шенген и общата валута, докато Дания си осигури 3 допълнителни изключения заедно с изключението от въвеждане на общата валута евро. Швеция е в специална ситуация, която се приравнява на де факто изключение.

### Шенгенско споразумение – Ирландия и Великобритания
Шенгенското споразумение премахва граничния контрол между държавите членки. Ирландия и Великобритания имат право на неучастие в имплементацията на достиженията на правото от Шенген, но въпреки това Ирландия подкрепя Великобритания в това изключение, за да запази свободното пътуване с Великобритания, обособено чрез зона за свободно пътуване. С оглед на евентуалното прекратяване на зоната за свободно пътуване между Ирландия и Великобритания в бъдеще, Ирландия може да преразгледа това изключение, което е договорено в Договора от Амстердам. Въпреки това в отговор на въпроса дали това е краят на зоната за свободно пътуване и трябва ли Ирландия да се присъедини към Шенгенското пространство, Ирландия отговори: „Не“! Договореното право на неучастие на Великобритания е било критикувано в страната, защото това възпрепятства възможностите на Великобритания в спирането на международната престъпност чрез неспособността за достъп до Шенгенската информационна система.

### Икономически и валутен съюз – Великобритания, Швеция и Дания

#### Великобритания
Икономическият и валутен съюз заменя националните валути с еврото. Към 2019 г. две държави членки не са задължени да приемат еврото – Великобритания и Дания. Великобритания си осигури изключения от въвеждане на еврото в първоначалните преговори за Договора от Маастрихт (поставящ основите на еврото), докато Дания прави това по-късно.

#### Швеция
Швеция е договорила формално право на неучастие в икономическия и валутен съюз, но не се е присъединила към механизма ERM II, като по този начин съзнателно не е покрила критериите за въвеждане на еврото. През 2003 година на референдум шведите гласуват „Против“ въвеждането на еврото и понастоящем проблемът остава висящ. ЕК и ЕЦБ заявиха, че ще приемат мълчаливо тази дерогация за момента. Шведското правителство многократно заяви, че те ще въведат еврото след референдум, който да одобри този ход.

#### Дания
Дания получи 4 изключения от договора от Маастрихт, като следствие от референдум проведен през 1992, който отхвърли ратификацията на договора. Изключенията са очертани в споразумението от Единбург и са по отношение на: Европейска сигурност и отбранителна политика, Правосъдие и вътрешни работи и гражданството на ЕС. С дадените изключения датчаните приемат ратификацията на договора на втори референдум, проведен през 1993 година.
Изключенията са, че Дания не е задължена да участва в третата фаза на ERM II, т.е. да замени датската крона с еврото. Въвеждането на евро беше отхвърлено и от повторен референдум, проведен през 2000 година.
Правото на неучастие в „Европейската сигурност и отбранителна политика“ първоначално е означавало, че Дания не би се обвързала с присъединяване в Западноевропейски съюз (който първоначално е трябвало да се занимава с отбранителните работи в ЕС). Сега това означава, че Дания няма да участва във външната политика на ЕС, която се отнася до отбрана. Следователно няма да става част от решения, няма да действа в тази област и няма да сътрудничи на войски и мисии, провеждани под егидата на ЕС.
Правото на неучастие в „Правосъдие и вътрешни работи“ освобождава Дания от някои области на вътрешните работи. Значителни части от тези области са били прехвърлени от третия стълб на ЕС към първия чрез договора от Амстердам. Изключенията за Дания от тези области са запазили валидност чрез допълнителни протоколи. Закони с тези правомощия не са обвързващи за Дания с изключение на тези свързани със споразумението от Шенген, които са провеждани на междуправителствена основа. Съгласно договора от Лисабон Дания може да замени изключението относно „Правосъдие и вътрешни работи“ от пълно неучастие към неучастие според случая – начин, приложим и за Ирландия и Великобритания, когато те пожелаят.
Изключението за гражданството е направено като бележка, че Европейското гражданство не заменя националното – акт, който е напълно обезсмислен от договора от Амстердам, в който е приета същата формулировка за всички държави членки.
Правителството е планирало да проведе втори референдум за премахването на изключенията (или най-малко за премахване на изключението от въвеждане на еврото) от 2004 насам, следвайки промяната в нагласата на обществото, но дискусията и полемиката относно Договор за установяване на европейска конституция и договора от Лисабон са забавили това. След парламентарните избори от 2007 министър-председателят Андерс Фог Расмусен обяви на 22 ноември 2007 неговото намерение да проведе референдум за премахване на изключенията, вследствие ратификацията на договора от Лисабон. Анкета, проведена в същия месец, показа, че 52% от анкетираните са за премахване на изключенията, свързани с въвеждане на еврото, 46% са за премахване на неучастието в „Европейската сигурност и отбранителна политика“ и 51% са против премахването на неучастието в „Правосъдие и вътрешни работи“.

### Харта на основните права на Европейския съюз – Полша и Великобритания
Полша и Великобритания са договорили неучастие в Хартата за основни (фундаментални) права в ЕС като част от договора от Лисабон. Това означава, че решения на европейски съдилища няма да могат се прилагат в съдилища в Полша и Великобритания ако са свързани с Хартата за фундаменталните права. Полската управляваща партия изрази опасения, че това може да задължи Полша да даде на хомосексуалните двойки същите ползи, на които се радват хетеросексуалните двойки, докато Великобритания се притесняваше, че хартата може да бъде използвана да измени британското трудово законодателство, особено що се отнася до нанасянето на още удари върху него. Европейски комитет за контролиране на британската камара на общините, включващ членове на Работническата и Консервативната партия обаче хвърли съмнения върху предоставения текст, твърдейки, че правото на неучастие не може да бъде формулирано твърдо и достатъчно добре за постигане на целите на правителството.
След като гражданската платформа спечели парламентарните избори в Полша през 2007, анонсира, че не биха договорили изключение от Хартата за фундаменталните права, оставяйки Великобритания да бъде единствената страна членка, която не е приела хартата. Доналд Туск – министър-председател и лидер на гражданската платформа по-късно, определи това обвързване, показвайки, че той би обмислил рисковете преди да подпише Хартата и на 23.11.2007 той анонсира, че той не би подписал Хартата след всичко това (въпреки факта, че неговата партия и техният коалиционен партньор Полската народна партия са били в полза на подписването на Хартата) заявявайки, че той би искал да отдаде дължимото на сделките, договорени от предишното правителство и това трябва да бъде подкрепено от управляващата партия и две трети от мнозинството, необходими за ратификацията на Договора от Лисабон в парламента на Полша. По-късно той изясни, че може да подпише хартата след успешната ратификация на Лисабонския договор.

### Полицейско и съдебно сътрудничество по криминални дела – Ирландия и Великобритания
Ирландия и Великобритания са договорили право на неучастие в това единодушните решения да бъдат заменени от гласуване с квалифицирано мнозинство в сектора за полицейско и съдебно сътрудничество по криминални дела. Решението ще бъде преразгледано в Ирландия 3 години след влизането в сила на Лисабонския договор. И двете страни могат да се включат в тези гласувания по проблеми според конкретен случай.

### Бъдещо право на неучастие в следващ договор на ЕС – Чехия и Ирландия
В процеса на ратификация на Лисабонския договор, чешкият президент Вацлав Клаус договори бъдещо право на неучастие в Хартата за фундаменталните права на ЕС, подобно на Полша и Великобритания. Това обаче беше отбелязано твърде късно, за да бъде включено в договора, така че изключението ще бъде заменено от такова, което ще бъде прието в следващия договор на ЕС, който вероятно ще бъде за присъединяване на нова държава членка към Общността.
Подобно на това Ирландия се нуждаеше от допълнителни разпоредби (които дойдоха вследствие на проведен в страната референдум през 2008, като гаранциите за страната бяха потвърдени и приети при повторен референдум през 2009). Въпреки че тези гаранции не са конституирани като право на неучастие, те вероятно също ще бъдат ратифицирани в следващия договор на ЕС.